# اجاکس، انتاریو
اجاکس، انتاریو (به انگلیسی: Ajax, Ontario) یک شهر در کانادا است که در Regional Municipality of Durham واقع شده‌است.

## خصوصیات
اجاکس ۱۰۹٬۶۰۰ نفر جمعیت دارد و ۹۰ متر بالاتر از سطح دریا واقع شده‌است.